# Valle de Elqui

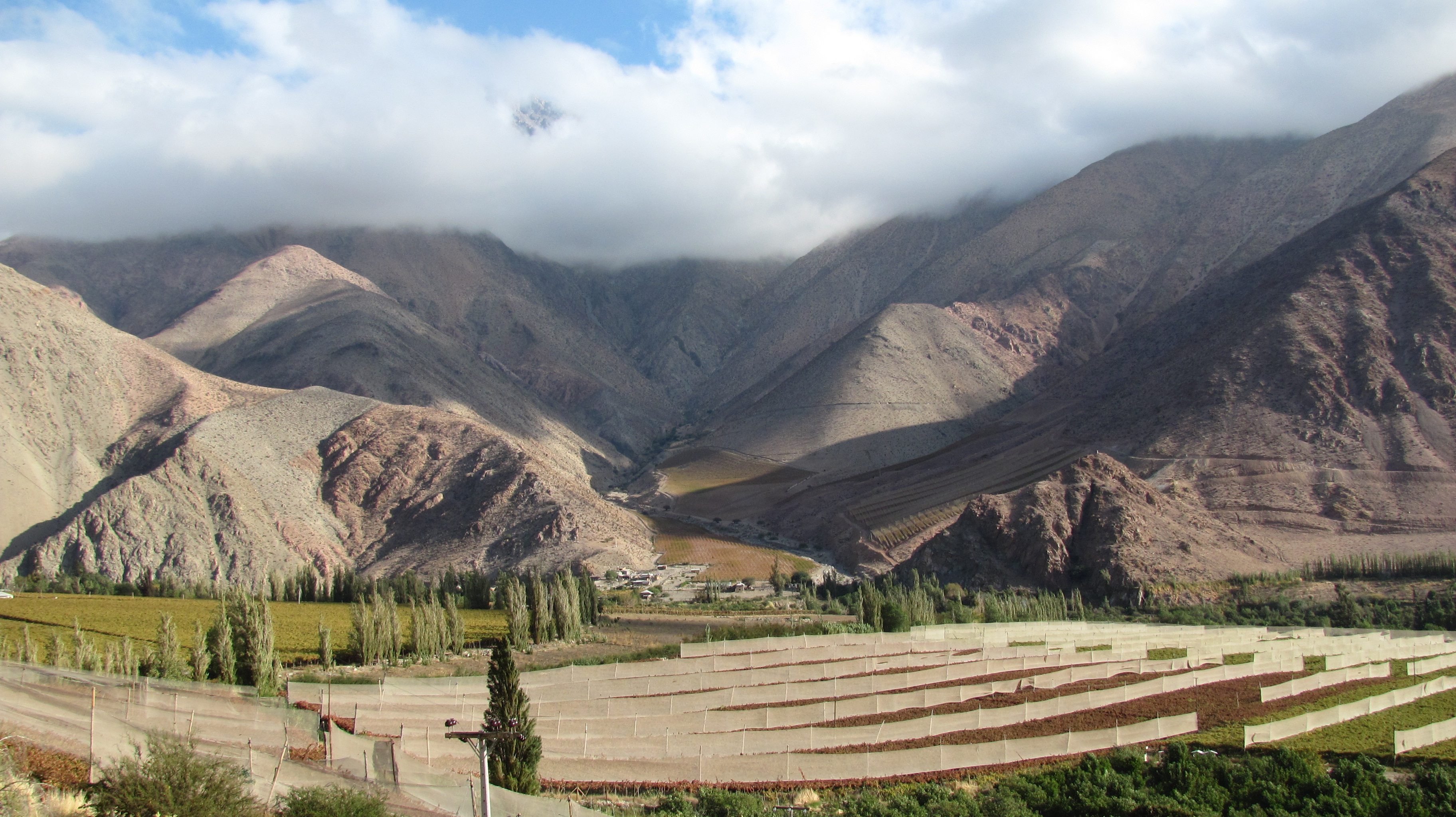
de Valle del Elqui

De Valle de Elqui is een vallei in de zogenaamde 4e regio Coquimbo. Ze ligt ongeveer 70 km ten oosten van La Serena en 470 km ten noorden van Santiago de Chile. Haar rivier de Elqui, mondt uit in de Stille Oceaan nadat ze 140 km door de bergen heeft gestroomd.
In deze vallei ligt een van de vele stuwdammen die de regio rijk is: de stuwdam Puclaro, die zich op een hoogte van 432 meter boven zeeniveau bevindt in een sector die bekendstaat als het Nauw van Puclaro. Het bijbehorende stuwmeer heeft een volume van 200 miljoen liter water en een oppervlakte van 760 hectare.
Door de lange, warme en zonnige perioden gedurende het gehele jaar is de vallei uitstekend geschikt om fruit en groente te telen, maar voornamelijk druiven om de lokale Chileense sterkedrank Pisco te produceren.
Haar hemel is een van de helderste van het zuidelijk halfrond, vandaar de aanwezigheid van een aantal internationale sterrenwachten o.a. op de top van de bergen Cerro Pachón en Tololo.
Tevens is het een van de meest bezochte plekken in het zogenaamde Kleine Noorden van Chili. Ook zijn er geruchten dat er ufo's gesignaleerd zijn.
In de vallei bevindt zich het stadje Vicuña, geboorteplaats van de Chileense dichteres Gabriela Mistral, winnares van de Nobelprijs voor de Literatuur in het jaar 1945 en van de Nationale Literatuurprijs (van Chili) in 1951.